# Het griffoen-ei
Heer Bommel en het griffoen-ei (in boekuitgaven/spraakgebruik verkort tot Het griffoen-ei) is een verhaal uit de Bommelsaga, geschreven en getekend door Marten Toonder. Het verhaal verscheen voor het eerst op 9 januari 1976 en liep tot 6 maart van dat jaar. 
Dit is het enige verhaal in de reeks waarin Tom Poes niet meedoet, maar alleen wordt genoemd. Hij weigerde mee uit te varen wegens angst voor verveling. Thema: Schatzoeken.

## Samenvatting
Kapitein Wal Rus vaart zonder loods met zijn goede schip de Albatros de haven van Zijlmuiden aan het Schardiep binnen. De kapitein heeft zijn schuit van de ondergang gered, door hem over te nemen van de rederij Van Barneveldt en Co. Ambtenaar eerste klasse Dorknoper komt ter plekke beleefd de hoed lichtend aan boord om regelingen te treffen. De eerste betaling aan de rederij is ruim verstreken, de loods is genegeerd, de ketel is lek en de bemanning is niet voltallig. Voor 12 uur anderdaags moeten de betreffende bedragen zijn voldaan. 
Om aan geld te komen besluit de kapitein een oude schatkaart van zijn overgrootvader Walling te gaan verkopen. Hij komt heer Bommel tegen, die op doktersvoorschrift buiten het seizoen poogt van volstrekte rust en zeelucht te genieten. Hij verveelt zich echter. Tom Poes wilde ook al niet mee omdat hij bij voorbaat van mening was dat het niet leuk zou zijn in Zijlmuiden. Heer Ollie besluit de Albatros te huren, persoonlijk te gaan duiken naar de schat en de buit met de kapitein te delen. De kapitein is erg ingenomen met dit voorstel. De kapitein laat zijn geldschieter weer eens bankbiljetten tellen, totdat hij het genoeg vindt. Vervolgens noemt hij hem bijna bij zijn goede naam: "Bommels". Later bedenkt heer Bommel zich en hij huurt een tweetal duistere profduikers in, die zichzelf als de ober en de kok van het hotel bij hem aandienen. Omdat heer Bommel in hun hotel verbleef, heeft Hiep Hieper alle gesprekken tussen kasteelheer en kapitein kunnen afluisteren. Bovendien monsteren ze als volmatrozen aan als Supplicius Bittervoorn, genaamd Sup en Hippe Scharrelga, genaamd Hip. Kapitein Wal Rus neemt ze voor de halve gage aan, omdat het goed treft dat de duikers meevaren en tegelijk matrozenwerk doen. Het schip vaart snel weg, voordat de ketel kan worden geïnspecteerd. 
Met de Albatros varen ze naar de Zwalpzee, waar ooit de Griffoen vergaan was, tussen het vasteland en het vulkaaneiland Raasrok. Terwijl de ketel van het schip gerepareerd wordt gaan de duikers aan het werk, waarbij Sup Bittervoorn en Hip Scharrelga er alles aan doen om heer Ollie stiekem uit de weg te ruimen. Heer Bommel start met het duiken en vindt het aangenaam totdat hij de octopus tegenkomt. Doordat hij door Sup vol met lucht wordt geblazen, weet de ongelukkige heer aan Qurts de reuzenoctopus te ontkomen en zich op het land te redden. Daar ontmoet hij de triton Trieston de haaienhoeder, die graag naar zee geholpen zou willen worden. Heer Ollie helpt deze 'zeemeerman' en mag als dank het wezen om hulp roepen met een hem geschonken schelp. Hij vertelt hem terloops ook dat de gezonken Griffoen een ei in het nest had. Hij raadt de kasteelheer aan gewoon langs het strand terug te lopen. 
Nadat Sup en Hip ook hun poging hebben zien mislukken vanwege Qurts, melden ze aan boord het overlijden van de geldschieter. Tot zijn verbazing ziet kapitein Wal Rus heer Bommel vanaf de kust naar het schip zwaaien, en hij wordt snel middels een sloep weer aan boord gehesen. Hij maakt melding van een knoop in zijn luchtslang, die de kapitein te denken geeft. Sup stelt voor de volgende dag het duiken over te nemen met zijn maat Hip. De aangeslagen heer Bommel kan dan in de boot van de zeelucht genieten als toezichthouder.
Ze varen in het sloepje naar de achterkant van het eiland uit het zicht van de Albatros. Daar geeft Sup heer Ollie een tik op zijn hoofd. Hij geeft Hip opdracht de bolle een flinke steen aan zijn voeten te binden en overboord te zetten. Zijn collega zakenman lost het anders op door de gebonden heer met een zware steen aan zijn voeten op het vulkaanstrand achter te laten in afwachting van de vloed. Sup en Hip weten op de zeebodem een schatkist te lokaliseren. Terug in de boot horen ze een rare toeter. Het is heer Bommel, die uit zijn verdoving is ontwaakt door de opkomende vloed, die golfjes tegen hem aanspoelt. Onder de uitroep: "Laat dat Tom Poes" komt hij bij zijn positieven. Tom Poes kan hem deze keer niet komen helpen en hij blaast op de schelp, die om zijn hals hangt, om de triton te waarschuwen. Eerst komen er alleen haaien, maar ook de haaienhoeder duikt op. Hij belooft een lege boot te gaan halen. Bij de boot aangekomen, snijdt hij de luchtslangen door.
De ketel van de Albatros wordt nog steeds op zee gerepareerd. De kapitein wil graag wegvaren, want hij vreest de naderende vulkaanuitbarsting op het eiland Raasrok. Beneden op de zeebodem hebben de twee zakenlieden Sup&Hip net gemerkt dat hun luchtslangen kapot zijn gesneden, als de zeebodem gaat rommelen. De Albatros slaat van zijn ankers en de kapitein brult dat hij stoom moet hebben. Heer Bommel wordt door de triton uitgenodigd in de opgehaalde boot te springen. De onfortuinlijke kasteelheer wordt echter gehinderd door de steen aan zijn voeten, en springt mis. Hij verdwijnt onder de neus van de verbaasde drietandhouder in de zee. Kapitein Wal Rus heeft inmiddels met zijn commando: "Volle kracht achteruit", zijn schip kunnen redden. Sup en Hip worden vervolgens door de vulkaanuitbarsting met schat en al op de Albatros geworpen. De schat blijkt een oude oliedrum. Ze worden als smurrieknoeiers met de scheepsslangen grondig met waterstralen gereinigd. De kapitein maakt zich ernstig zorgen over zijn sloep en 'Bobbels'.
Heer Ollie is intussen met steen en al te water geraakt en komt terecht in het kraaiennest van de Griffoen, waar hij net voor hij verdrinkt losgesneden wordt door de triton. Met kraaiennest en al komt de uitgeputte heer bovendrijven. De kapitein laat maar weer eens een sloepje uitzetten. Hij ziet dat die 'Blokkers' zo sterk is als een beer. Aan boord ademt de beer en zijn pols doet het ook nog. Bovendien heeft de drenkeling een doosje vast. De kapitein opent het doosje en ziet een knoert van een parel. Die zat verborgen in het kraaiennest van de Griffoen. Heer Bommel vertelt het hele verhaal aan de kapitein, inclusief de steen aan zijn voet. De triton heeft hem losgesneden omdat hij anders vergaan zou zijn. De kapitein weet nu genoeg, omdat hij de verknoopte luchtslang eerder al niet vertrouwde. Samen lopen ze op de schoongespoten duikers af, die  heer Bommel herkent als Super en Hieper.
De twee duikers worden ingezet om de gehele thuisreis de olieresten van het schip weg te schrobben. Super vraagt Hieper zich koest te houden. Er zijn geen getuigen en dus geen bewijzen. Heer Bommel en kapitein Wal Rus genieten in de kajuit van een afscheidsfeestmaal van grauwe erwten. Heer Bommel stelt dat de triton zijn enige getuige was, waarop de kapitein 'Bommels' proostend opdraagt hem te vergeten. Heer Bommel stelt vervolgens dat de triton het goed had. Hij had gezegd dat er een ei in het nest van de Griffoen lag. Wal Rus antwoordt dat hij met de opbrengst van de parel zijn schip kan betalen en er een nieuwe ketel kan laten zetten.